# Le Cassé
 (août 2023).
La mise en forme du texte ne suit pas les recommandations de Wikipédia : il faut le « wikifier ».
Les points d'amélioration suivants sont les cas les plus fréquents :
- Les titres sont pré-formatés par le logiciel. Ils ne sont ni en capitales, ni en gras.
- Le texte ne doit pas être écrit en capitales (les noms de famille non plus), ni en gras, ni en italique, ni en « petit »…
- Le gras n'est utilisé que pour surligner le titre de l'article dans l'introduction, une seule fois.
- L'italique est rarement utilisé : mots en langue étrangère, titres d'œuvres, noms de bateaux, etc.
- Les citations ne sont pas en italique mais en corps de texte normal. Elles sont entourées par des guillemets français : « et ».
- Les listes à puces sont à éviter, des paragraphes rédigés étant largement préférés. Les tableaux sont à réserver à la présentation de données structurées (résultats, etc.).
- Les appels de note de bas de page (petits chiffres en exposant, introduits par l'outil «  Source ») sont à placer entre la fin de phrase et le point final[comme ça].
- Les liens internes (vers d'autres articles de Wikipédia) sont à choisir avec parcimonie. Créez des liens vers des articles approfondissant le sujet. Les termes génériques sans rapport avec le sujet sont à éviter, ainsi que les répétitions de liens vers un même terme.
- Les liens externes sont à placer uniquement dans une section « Liens externes », à la fin de l'article. Ces liens sont à choisir avec parcimonie suivant les règles définies. Si un lien sert de source à l'article, son insertion dans le texte est à faire par les notes de bas de page.
- La présentation des références doit suivre les conventions bibliographiques. Il est recommandé d'utiliser les modèles {{Ouvrage}}, {{Chapitre}}, {{Article}}, {{Lien web}} et/ou {{Bibliographie}}. Le mode d'édition visuel peut mettre en forme automatiquement les références.
- Insérer une infobox (cadre d'informations à droite) n'est pas obligatoire pour parachever la mise en page.

Pour une aide détaillée, merci de consulter Aide:Wikification.
Si vous pensez que ces points ont été résolus, vous pouvez retirer ce bandeau et améliorer la mise en forme d'un autre article.
Le Cassé de Jacques Renaud, un roman court suivi de quelques nouvelles, publié aux Éditions Parti pris en 1964, est une œuvre considérée comme un classique de la littérature québécoise au même titre, par exemple, que Bonheur d'occasion (1945) de Gabrielle Roy, ou que L'Hiver de force (1973) de Réjean Ducharme :
« La postérité ne pourra oublier ce livre vengeur [Le Cassé] qui, avec Bonheur d’Occasion [de Gabrielle Roy] et L’Hiver de Force [de Réjean Ducharme], forme une trilogie “dépareillée”. » (Lise Gauvin, professeur émérite, Littératures de langue française, Université de Montréal ; Le Devoir, Montréal, Québec, 18 mars 1978.)
Voici quelques autres fragments de ce qui s'est écrit sur Le Cassé :
« Il n’existe aucun document sociologique sur la condition du paria canadien-français qui arrive à la cheville du roman de M. Jacques Renaud. Le Cassé est plus qu’un cri : c’est un rugissement. » (Jean Éthier-Blais, Le Devoir, Montréal, Québec, 1964.)
« [Le Cassé] [...] Un des premiers textes de la modernité littéraire québécoise… » (Réginald Martel, La Presse, Montréal, Québec, 1983.)
« [Le Cassé] [...] Un mélange curieux de Dickens et de Céline… » (Clément Lockwell, historien ; Le Soleil, Québec, Québec, 26 décembre 1964.)
« Ce livre est le chant ultime de la dépossession. » (Jean Éthier-Blais, Une nouvelle littérature ; in Études Françaises, Montréal, Québec, 1965.)
« Le Cassé demeure la plus grande réussite romanesque écrite en joual. » (Pierre-Louis Vaillancourt, professeur de littérature et critique littéraire, Simon Fraser University, Colombie Britannique, Canada, années 1980.)
Le Cassé avait conféré une notoriété immédiate à son auteur dès sa publication et fut très tôt considéré comme un classique de la littérature québécoise, et il l'est demeuré.
Cependant, Le Cassé n’est pas un « classique » en vertu du seul fait qu’il a brutalement innové par l’utilisation du « joual » ou de la langue populaire en 1964 – même s’il l’est aussi à ce titre, à part entière, et qu’il devance de plusieurs années des auteurs comme Michel Tremblay dont la pièce Les Belles Sœurs fut représentée en 1968 à Montréal, au Québec. Le Cassé est un classique, essentiellement, par l’expression crue, marquante, violente, irritante, incontournable — la langue utilisée « faisant corps » avec l'objet de la narration, la substance de l'œuvre — d’un pan noir de la psyché montréalaise, québécoise, canadienne-française – ou, tout simplement, humaine, et c'est la raison pour laquelle on a dit de ce livre, entre autres, qu'il est « le chant ultime de la dépossession ». (Jean Éthier-Blais, Une nouvelle littérature ; in Études Françaises, Montréal, Québec, 1965.)
L'œuvre originale Le Cassé contient essentiellement les sept textes suivants :
1. Une manière d’introduction ;
2. Le Cassé (qui donne son titre au livre, c’est un roman court comprenant douze chapitres), puis les cinq nouvelles et ensemble suivants :
3. And on Earth, Peace ;
4. L'ensemble intitulé Dialogues des serveuses (où on retrouve quatre courts dialogues en succession : Dialogues des serveuses ; Dialogue des gerçures ; Dialogue de la serveuse et du client souffrant d’un mal de tête ; Dialogue de l’intellectuel nationaliste et de la serveuse) ;
5. Le clou ;
6. Un coup mort tu t’en sacres ;
7. La rencontre.

Ces textes constituent la version authentique et fidèle de l'œuvre originale de Jacques Renaud, Le Cassé, telle que publiée en 1964 aux éditions Parti Pris, à Montréal, et qui fut lancée le 17 novembre de la même année à la Librairie Ferretti, toujours à Montréal. L'auteur lui-même y a récemment apporté quelques modifications stylistiques mineures.
Le manuscrit original avait été confié, après la publication, dans les années soixante, à l'archiviste québécois Réginald Hamel, à sa demande ; Réginald Hamel avait intégré le manuscrit aux archives et au centre de documentation de l'Université de Montréal, au Québec.